# Xã Dog Ear, Quận Tripp, South Dakota
Xã Dog Ear (tiếng Anh: Dog Ear Township) là một xã thuộc quận Tripp, tiểu bang Nam Dakota, Hoa Kỳ. Năm 2010, dân số của xã này là 45 người.